# Ditionin sodu
Ditionin sodu, daw. podsiarczyn sodu, nazwa Stocka: ditionian(III) sodu, Na
2S
2O
4 – nieorganiczny związek chemiczny, sól nieznanego w stanie wolnym kwasu ditionawego (podsiarkawego) i sodu. Nietrwały w roztworach wodnych i wobec kwasów. Stosowany jako reduktor w farbiarstwie włókienniczym oraz przy produkcji papieru, jako wybielacz włókna drzewnego – ścieru drzewnego w procesie jego przygotowania, przed łączeniem go z innymi włóknami (celulozy, makulatury).

## Otrzymywanie
Ditionin sodu powstaje podczas redukcji wodorosiarczynu sodu cynkiem:
2NaHSO
3 + Zn → Na
2S
2O
4 + Zn(OH)
2